# Léa Mysius

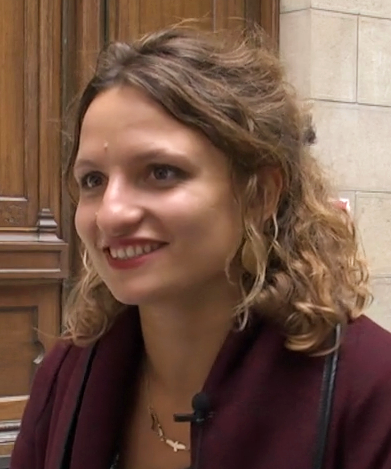
Léa Mysius (2014)

Léa Mysius (* 4. April 1989 in Bordeaux) ist eine französische Filmregisseurin und Drehbuchautorin.

## Leben
Mysius wuchs in der Médoc-Region auf, zog jedoch im Alter von 13 Jahren nach Réunion. Ihre Zwillingsschwester ist Setdesignerin Esther Mysius, mit der sie häufig an Filmprojekten zusammenarbeitet. Auch ihr Bruder Nathan Mysius arbeitet beim Film.
Mysius legte im Alter von 17 Jahren das Baccalauréat S ab, studierte Literatur an der Pariser Sorbonne und anschließend von 2010 bis 2014 Drehbuch an der Filmhochschule La Fémis. Ihr Regiedebüt wurde 2013 der Kurzfilm Cadavre exquis, für den sie auch das Drehbuch schrieb. Der Film gewann 2013 den Prix SACD auf dem Festival du Court-Métrage de Clermont-Ferrand. Auch der Kurzfilm Les oiseaux-tonnerre, bei dem Mysius Regie führte und für den sie das Drehbuch schrieb, war auf Festivals erfolgreich, so wurde Mysius auf dem Festival Premiers Plans d’Angers für den Großen Preis der Jury im Bereich Europäischer Studentenfilm nominiert und erhielt in Cannes 2014 eine Nominierung für einen Prix Cinefondation. L’île jaune, der 2016 in Co-Regie mit Paul Guilhaume entstand, gewann schließlich den Großen Preis der Jury auf dem Festival Premiers Plans d’Angers. Weitere Drehbücher für Kurzfilme folgten.
Im Jahr 2014 lernte Mysius Arnaud Desplechin kennen, mit dem sie das Drehbuch für Ismaëls Geister schrieb, der 2017 auf den Internationalen Filmfestspielen in Cannes seine Premiere erlebte. Mysius war in Cannes 2017 auch mit ihrem Langfilmregiedebüt vertreten: Für Ava, die Geschichte eines Mädchen, das kurz vor dem vollständigen Erblinden einen Sommer am Meer verbringt,  verfasste sie auch das Drehbuch, das zugleich ihre Abschlussarbeit an der La Fémis war. Paul Guilhaume, mit dem sie an L’île jaune zusammengearbeitet hatte, war Kameramann des Films. Ava wurde in Cannes unter anderem für die Caméra d’Or nominiert und gewann den Prix SACD für den Besten Film. Zahlreiche internationale Auszeichnungen und Preisnominierungen folgten, darunter 2017 die Nominierung für das Bronzene Pferd auf dem Internationalen Filmfestival von Stockholm, im selben Jahr die Nominierung für den Sutherland Award für das Beste Regiedebüt auf dem London Film Festival sowie 2018 der New Voices/New Visions Special Jury Prize auf dem Palm Springs International Film Festival.
Für Arnaud Desplechins Im Schatten von Roubaix, der 2019 erschien, schrieb Mysius mit Desplechin das Drehbuch. Mysius und Desplechin erhielten 2020 für den Film, der auf Mosco Boucaults Dokumentarfilm Roubaix, commissariat central basiert, eine César-Nominierung in der Kategorie Bestes adaptiertes Drehbuch.
Mysius ist mit Kameramann Paul Guilhaume liiert.

## Filmografie
Wenn nicht anders beschrieben, als Drehbuchautorin:
- 2013: Cadavre exquis (Kurzfilm) – auch Regie
- 2013: L’éblouie (Kurzfilm)
- 2013: Fin d’automne (Kurzfilm)
- 2013: Ce qui nous échappe (Kurzfilm)
- 2014: Les oiseaux-tonnerre (Kurzfilm) – auch Regie
- 2014: One in a Million (Kurzdokumentarfilm)
- 2015: Bison 6 (Kurzfilm)
- 2016: L’île jaune – auch Koregie
- 2017: Ava – auch Regie
- 2017: Ismaëls Geister (Les fantômes d'Ismaël)
- 2018: Samouni Road (Dokumentarfilm)
- 2019: L’adieu à la nuit
- 2019: Im Schatten von Roubaix (Roubaix, une lumière)
- 2021: Wo in Paris die Sonne aufgeht (Les Olympiades)
- 2022: The Five Devils (Les cinq diables) – auch Regie
- 2022: Stars at Noon
- 2024: Tandem – In welcher Sprache träumst Du? (Langue Étrangère)

## Auszeichnungen (Auswahl)
- 2013: Nominierung Großer Preis der Jury, Festival Premiers Plans d’Angers, für Cadavre exquis
- 2013: Prix SACD, Festival du Court-Métrage de Clermont-Ferrand, für Cadavre exquis
- 2014: Nominierung Prix Cinefondation, Internationale Filmfestspiele von Cannes 2014, für Les oiseaux-tonnerre
- 2014: Nominierung International Film Students Meeting Award, Festival Internacional de Cine de San Sebastián, für Les oiseaux-tonnerre
- 2016: Großer Preis der Jury, Festival Premiers Plans d’Angers, für L’île jaune
- 2017: Prix SACD, Internationale Filmfestspiele von Cannes 2017, für Ava
- 2017: Nominierung Caméra d’Or, Internationale Filmfestspiele von Cannes 2017, für Ava
- 2017: Nominierung Bronzenes Pferd, Internationales Filmfestival von Stockholm, für Ava
- 2017: Preis für den besten abendfüllenden Film Kategorie 13+ auf dem Filmfestival Lucas für Ava
- 2017: Nominierung Louis-Delluc-Preis, Bestes Erstlingswerk, für Ava
- 2017: Nominierung Sutherland Award für das Beste Regiedebüt, London Film Festival, für Ava
- 2018: New Voices/New Visions Special Jury Prize, Palm Springs International Film Festival, für Ava
- 2020: César-Nominierung, Bestes adaptiertes Drehbuch, für Im Schatten von Roubaix